# 100% (album)
100% je název v pořadí šestého alba skupiny Alkehol. Je na něm 15 písní s pro Alkehol typickou hospodskou tematikou.

## Seznam písní
1. Lejboy
2. Utíkej
3. Řečí už bylo dost
4. Cesta
5. O penězích
6. Zahradní
7. Jedna za druhou
8. Schovka
9. Zase sám
10. Já chci spát
11. Už jsem takovej
12. A chlastu bylo moc
13. Je tvůj pán
14. Dilema
15. Běž dál